# 文月 (山彦型駆逐艦)
| 呉に停泊中の「文月」               | |
| 艦歴                               | |
| 建造所                             | ネヴスキー工廠（ロシア帝国、サンクトペテルブルク） |
| 起工                               | 1898年 |
| 進水                               | |
| 就役                               | 1902年 |
| その後                             | 1905年1月1日捕獲 1905年8月22日浮揚 1905年9月2日「文月」と命名 1905年12月12日駆逐艦編入後、竹敷工作部で修理 1912年8月28日三等駆逐艦 1914年8月23日雑役船編入、掃海船指定、文月丸と改名 1916年5月30日福岡、筥崎八幡宮に寄贈 |
| 除籍                               | 1913年4月1日 |
| 廃船                               | 1915年6月28日 |
| 性能諸元（日本艦籍編入後「山彦」） | |
| 排水量                             | 常備：240トン |
| 全長                               | 垂線間長：57.0m |
| 全幅                               | 5.7m |
| 吃水                               | 平均：2.3m |
| 機関                               | 主機：直立式3気筒三連成レシプロ蒸気機械2基、2軸 主缶：宮原式水管缶（石炭専焼）4基（新造時ヤーロー式水管缶） 馬力：3,800shp                                                                                               |
| 最大速力                           | 26ノット |
| 燃料                               | 石炭：60トン |
| 航続距離                           | |
| 乗員                               | 56名 |
| 兵装                               | 7.6cm単装砲1基 47mm単装砲3基 45cm魚雷発射管単装2門 |

文月（ふみつき）は、大日本帝国海軍の駆逐艦で、山彦型駆逐艦の2番艦である。元ロシア駆逐艦ソーコル級(Сокол)のシーリヌイ(Сильный)。同名艦に睦月型駆逐艦の「文月」があるため、こちらは「文月 (初代)」や「文月I」などと表記される。

## 艦歴
日露戦争に参加。1905年（明治38年）1月1日、旅順で沈没状態で捕獲され、同年8月22日で引揚げて整備。同年9月2日「文月」と命名。引き続き竹敷にて改造整備。1908年（明治41年）5月2日進水式。翌年就役。1913年（大正2年）4月1日除籍、1914年（大正3年）8月23日雑役船「文月丸」となる。1915年（大正4年）6月28日廃船となり、翌年筥崎宮（福岡市）へ寄贈される。

## 艦長
※艦長等は『日本海軍史』第9巻・第10巻の「将官履歴」及び『官報』に基づく。
駆逐艦長
- 北村栄虎 大尉：1908年8月15日 - 1910年3月1日
- 松本謙之助 大尉：1910年3月1日 - 1911年5月23日
- 田辺金次郎 大尉：1911年5月23日 - 1912年5月22日
- 本宿直次郎 大尉：1912年5月22日 - 1912年12月1日
- 松平胖 大尉：1912年12月1日 - 1913年4月1日